# Euborellia arcanum
Euborellia arcanum – gatunek skorka z rodziny Anisolabididae i podrodziny Anisolabidinae.

## Taksonomia i występowanie
Gatunek ten opisali w 2015 roku Danilo Matzke i Petr Kočárek. Po raz pierwszy odkryty został w palmiarni Gondwanaland, znajdującej się w lipskim zoo w Niemczech. Wkrótce odnaleziony został również w dwóch innych środkowoeuropejskich palmiarniach: Biosphäre Potsdam w Poczdamie (Niemcy) oraz Schönbrunn w Wiedniu (Austria). Holotyp i paratypy pozyskano wiosną 2013, ale oprócz nich, ze wszystkich trzech lokalizacji pozyskano w latach 2012–2013 osobniki do hodowli, która umożliwiła opis stadiów rozwojowych i biologii tego owada.
Skorki te zawleczone zostały do Europy wraz z roślinami lub materią roślinną, najprawdopodobniej ze szklarni lub szkółek w południowej Florydzie. Przypuszczalnie jednak również Floryda nie jest ojczyzną tego najprawdopodobniej neotropikalnego gatunku. Epitet gatunkowy arcanum oznacza w łacinie „tajemnicę” i nawiązuje do nieznanej ojczyzny tego skorka.

## Opis
Ciała samic osiągają długość od 15,4 do 17,2 mm, a przekształcone w szczypce przysadki odwłokowe od 3,2 do 3,8 mm. U dorosłych samców długość ciała wynosi od 14,9 do 17,6 mm, a szczypiec od 3,1 do 3,9 mm. Oskórek tego skorka jest błyszczący, czarniawobrązowy z wyjątkiem rudobrązowych szczypiec, żółtawych odnóży i żółtych trzech członów czułków od dwunastego do piętnastego lub dwóch członów czułków z wymienionych. Łącznie członów czułków jest 21 i wszystkie są owłosione. Tak szeroka jak długa głowa ma wypukłe czoło i delikatnie zaznaczone szwy. Dłuższe niż szerokie, prostokątne w zarysie (boki równoległe) przedplecze ma krawędzie proste, z wyjątkiem wypukłej krawędzi tylnej. Na poprzecznych śródpleczu i zapleczu, podobnie jak na przedpleczu widoczne są bruzdy środkowe. Skrzydeł obu par brak zupełnie (gatunek apteryczny). Odnóża są stosunkowo długie.
Powierzchnia odwłoka jest z rzadka punktowana. Ostatni tergit jest poprzeczny, nieco ku tyłowi zwężony i pośrodku wgłębiony, o bokach wypukłych i tylnym brzegu lekko wypukłym, zaopatrzony w pomarszczone listewki podłużne po bokach i podłużną bruzdę pośrodku. Pozostałe tergity są wypukłe i ku tyłowi nieco rozszerzone. Pygidium jest płaskie. Przedostatni sternit odwłoka jest zwężony ku tyłowi, u samicy z tylną krawędzią szeroko zaokrągloną, a u samca zaokrągloną z lekkim wykrojeniem pośrodku. Szczypce samicy mają proste, niezmodyfikowane, stykające się u nasady ramiona. U samca ramiona szczypiec u nasady są grube i prawie stykają się ze sobą, dalej zwężają się, będąc prawie prostymi w nasadowych ⅔, potem lekko zakrzywionymi do środka, a na wierzchołkach równomiernie hakowato zagiętymi. Wewnętrzny brzeg szczypiec samca jest delikatnie powcinany i z tyłu wgłębiony. Narządy rozrodcze samca cechuje 2,5 raza dłuższa od całego ciała virga, będąca jedną z najdłuższych wśród skorków. Ponadto ma on 1,2 raza dłuższe niż szerokie, rozszerzone pośrodku i zwężone ku szczytom paramery o zewnętrznych brzegach wypukłych, a wewnętrznych delikatnie w nasadowej ćwiartce wykrojonych oraz dłuższy z płatów genitalnych 1,8 raza dłuższy od paramer i u wierzchołka wyposażony w dwie słabo zesklerotyzowane i ząbkowane poduszeczki.

## Biologia
Skorek ten dzień spędza w wykopanych przez siebie w wilgotnej glebie, pod kamieniami lub pniami tunelach i podziemnych komorach różnego kształtu. Na żer wychodzi nocą. W hodowli przyjmuje pokarm w postaci owoców, suszonych kiełży i padliny innych przedstawicieli tego samego gatunku. Często przed zjedzeniem wciąga mniejsze kawałki pożywienia do norki. Przy wysokiej gęstości populacji lub niskiej wilgotności częstszy jest kanibalizm.
Kopulacja odbywa się w norkach. Samica przechowuje nasienie w zbiorniku nasiennym i może używać go do zapłodnienia kilku pakietów jaj. Samcowi 2,5 raza dłuższa od ciała virga służy do usunięcia nasienia konkurenta ze zbiornika w ciele samicy. Po upływie około 16 dni od kopulacji samica buduje komorę lęgową, w której składa 35–65 białych jaj o wymiarach 1,2 × 0,95 mm. Samica opiekuje się jajami oraz larwami do 8–12 dni od wylęgu. Rozwój pozazarodkowy trwa 98–293 dni w temperaturze 23–26 °C i obejmuje 5 stadiów larwalnych (nimf) różniących się między sobą rozmiarami i liczbą członów czułków, a od dorosłych też brązowym ubarwieniem ciała i odnóży. Nimfy od drugiego stadium kopią już norki, ale bywają widywane poza nimi także za dnia. Po ostatnim linieniu od razu przystępują do rozrodu.